# 水城高等学校
水城高等学校（すいじょうこうとうがっこう）は、茨城県水戸市にある私立高校。

## 概要
学科は普通科のみで、習熟度別に特進SZコース、特進SUコース、特進SSコース、特進SAコースのコース別のクラス編成となっている。正規の授業以外でも様々な課外授業（校内では「ゼミ」と呼称）があり、大学進学においてはしっかりとした体制が整っており進学実績もよく、いわゆる進学校とされる。なお全コース共通で土曜日（各月第二土曜日を除く）は午前授業となっており、平日と同じように午前中の間授業が展開されているため、多くの授業時間を確保している。
2025年度入学生より、1年次はSグループ・Uグループ・Zグループの3グループ制のクラス編成で、全グループで共通カリキュラム・共通進度の授業展開。2年次より本人の希望と適性によって「最難関CHALLENGEコース」「大学進学BRIGHTコース」「未来創造ACTIVEコース」の3コースのコース別のクラス編成となる。
実技教科を除く全授業において授業録画および配信を実施しており、授業より1年間自由に閲覧することができる。
グラウンドは東京ドームと同じ人工芝のグラウンドを採用し、硬式野球部専用のグラウンドや寮などを所有している。
なお、出席番号は女子→男子の順になっているのが特徴的であったが、2024年度より男女混合に変更。
部活動では空手道部やゴルフ部（ゴルフ部は廃部済み）、駅伝部が全国レベルの強豪校である。1989年に男子ゴルフ部が、第10回全国高等学校ゴルフ選手権大会にて優勝し、その後、1990年、1997年、1998年、2000年、2007年にも同大会で優勝するなどして、ゴルフ部OBからは多くのプロゴルファーが生まれている。その他にもアーチェリーや陸上などが知られている。野球部は2010年夏（第92回）、2011年春（第83回）に2季連続の甲子園出場を決めた。また、文化部（演劇部やダンス部など）が山野内記念講堂にて定期的に公演を行っており、学校行事の一つとして多くの生徒に親しまれている。
また、入学時に一人一台のタブレットとキーボード、ペン（Microsoft社製 surfece go 3またはsurface go 4およびその付属品）を配布し、授業や部活動、生徒のそれぞれの学習に利用している。なお、機器の費用は、分割して3年間の学費に含まれるため、卒業後の学校への機器の返却は必要ない。
購買にはファミリーマート（水城高等学校／Ｓ店）が出店しており、AM7:00~PM7:00まで営業。
セブンイレブンは2025年1月24日をもって閉店。
- 建学の精神

洗心以て自己の確立を期す
- 校訓

常に感謝の気持で 敬愛の心を培い
科学を重んじ 創意を貴び
不屈不撓 進んで事に当り
奉仕の喜びを 感得しよう

## 部活動

### 運動部
- ラグビー部
- ★女子バレーボール部
- ★女子バスケットボール部
- サッカー部
- テニス部
- ★硬式野球部
- 軟式野球部
- バドミントン部
- ★男子駅伝部
- 女子駅伝部
- 陸上競技部
- 弓道部
- ★剣道部（男子）
- 空手道部
- アーチェリー部
- ソフトテニス部
- 卓球部
- 男子バスケットボール部

★は強化指定部

### 文化部
- 写真部
- 書道部
- 吹奏楽部
- ギター部
- 天文部
- 演劇部
- 茶道部
- 文芸部
- 茶道部
- 美術部
- 自然科学部
- 合唱部
- ダンス部
- 競技かるた部

### 同好会
- 英会話同好会
- 映像研究同好会

## 交通
最寄り駅の常磐線水戸駅の南口から駅南中央通りを徒歩7分ほど直進した位置に立地し、最寄りバス停は関東鉄道バス「水城高校前」。
開校当初は丘陵部の上の側にのみ校門が設置されていたが、水戸駅南の土地区画整理の進行や駅南中央通りの開通に伴い、通りに面した側に正門を移設した。2018年には校門が増設され、より校内に入りやすくなった。

## 著名な卒業生
- 片山晋呉 - プロゴルファー
- 宮本勝昌 - プロゴルファー
- 横田真一 - プロゴルファー
- 星野陸也 - プロゴルファー
- 高木孝治 - 元プロ野球選手
- 石崎ひゅーい - シンガーソングライター